# Liceo classico Francesco Maurolico
Il liceo classico Francesco Maurolico, citato anche come Regio Liceo, è un istituto di istruzione superiore di Messina, intitolato a Francesco Maurolico e fondato nel 1861. È la scuola più antica della provincia.

## Storia
Fu fondato nel 1861.
L'edificio, danneggiato dal Terremoto di Messina del 1908, fu restaurato solo nel 1931, e dal secondo dopoguerra in poi fu più volte rinnovato e ammodernato.

## BibliotecaGiorgianni-Macrì
Nel plesso è compresa un'antica biblioteca, il cui patrimonio librario è andato in gran parte distrutto e disperso in seguito al sopracitato terremoto, all'incendio del 1924 ed ai bombardamenti subiti durante la seconda guerra mondiale. Conserva importanti collezioni di classici latini, greci (Les Belles Lettres) e italiani, mentre è andata perduta la sezione di storia dell'arte curata tra 1929 e il 1938 da Stefano Bottari. Dagli anni cinquanta è stato realizzato un inventario topografico, ordinato per materie e catalogazione sistematica. 
Durante il 1995 si è arricchita di due donazioni librarie (di Giacomo Macrì e Giuseppe Giorgianni, a quali è stata dedicata). Una donazione si è avuta anche nel 2007 da parte del dirigente dell'ufficio scolastico provinciale. 
La biblioteca, che è diventata biblioteca pubblica nel 2002, fa parte del Progetto SBR (Servizio Bibliotecario Regionale). I documenti in possesso della Biblioteca sono circa 33.000 (10.500  inventariati e disponibili per il prestito).

## Giornalino studentesco
Dal 1986 esiste il Koiné, un giornale scolastico indipendente gestito direttamente dagli allievi che si occupa di tematiche scolastiche e temi d'attualità e di interesse pubblico. Ha realizzato interviste a personaggi pubblici come  Edgar Morin, Dacia Maraini, Giorgio Albertazzi, Massimo Lopez e Susanna Camusso.